# معركة كستوزا (1866)
معركة كوستوزا جرت في 24 يونيو / حزيران من عام 1866 خلال حرب الاستقلال الإيطالية الثالثة في عملية توحيد إيطاليا.
هزم جيش الإمبراطورية النمساوية بقيادة الأرشيدوق ألبرت من هابسبورغ الجيش الإيطالي بقيادة ألفونسو فريرو لا مارمورا [الإنجليزية] و إنريكو سيالديني [الإنجليزية] على الرغم من التفوق العددي الإيطالي.